# Pfarrhaus (Löhnberg)

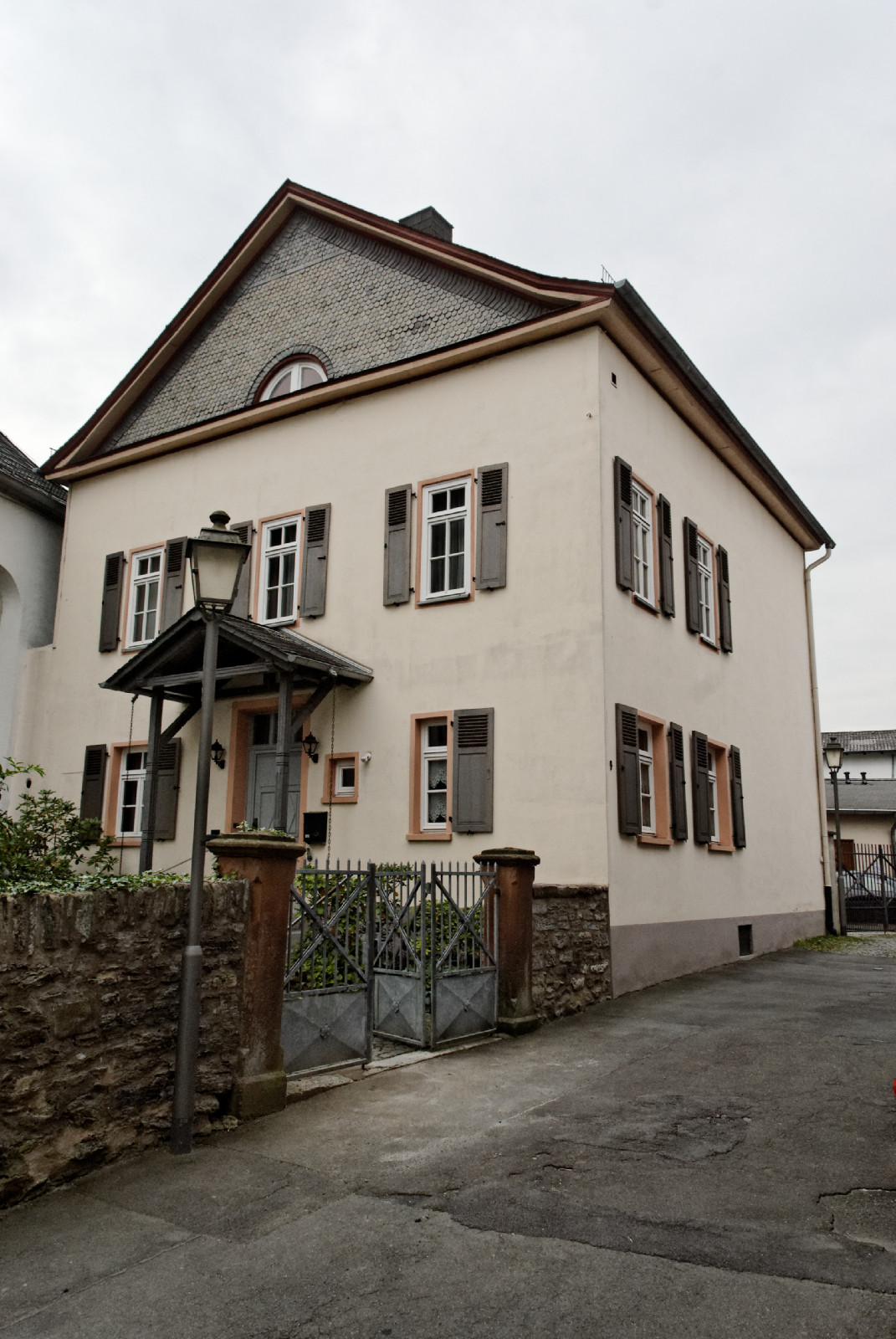
Pfarrhaus in Löhnberg

Das evangelische Pfarrhaus  in Löhnberg, einer Gemeinde im mittelhessischen Landkreis Limburg-Weilburg, wurde Anfang des 19. Jahrhunderts errichtet. Das Pfarrhaus an der Pfarrgasse 4, in der Nähe der Kirche, ist ein geschütztes Kulturdenkmal.
Der große, im Grundriss quadratische Putzfachwerkbau ist in schlichten Formen des Klassizismus errichtet. Er hat ein umlaufendes Kranzgesims, zwei zu vier Fensterachsen und seine ursprüngliche Eingangstür. Beide Giebel sind verschindelt.